# Ilha Grande (Piauí)
Ilha Grande é um município brasileiro do estado do Piauí. Sua população estimada em 2009 era de 8.734 habitantes. Possui uma área de cerca de 134,32 km². Possui um PIB per capita de 2.210,00 reais.
É um dos quatro municípios litorâneos do Piauí e o mais setentrional do Estado. Ilha Grande é a cidade portal para o Delta do Parnaíba. Tem como padroeira N. S. da Conceição e possui um Santuário em homenagem à Nossa Senhora Mãe dos Pobres e Senhora do Piauí.
Ilha Grande é a maior das mais de 80 ilhas do Delta do Rio Parnaíba, sendo a primeira mais habitada, seguida pela Ilha das Canárias no Maranhão. Antes sendo território de Parnaíba, Ilha Grande se tornou no ano de  1994 uma cidade emancipada, sendo assim mais um município do estado do Piauí. 

## Praia do Pontal
A Praia do Pontal é uma praia brasileira do Piauí situada na cidade de Ilha Grande
Está localizada no Delta do Parnaíba e o seu acesso só pode ser feito por via marítima. Em área de proteção ambiental a praia é caracterizada por uma extensa faixa de areia separando as águas do rio e do mar.